# Удлейк (град, Калифорния)
Удлейк (на английски: Woodlake) е град в окръг Тюлери, щата Калифорния, САЩ. Удлейк е с население от 7649 жители (по приблизителна оценка от 2017 г.) и обща площ от 6,3 km². Намира се на 134 m надморска височина. ЗИП кодовете му са 93286, а телефонният му код е 559.